# إدي سلوفيك
إدوارد دونالد سلوفيك (18 فبراير 1920–31 يناير 1945) كان جنديًا في جيش الولايات المتحدة خلال الحرب العالمية الثانية والجندي الأمريكي الوحيد الذي حوكم وأعدم بتهمة الفرار من الخدمة العسكرية منذ الحرب الأهلية الأمريكية. ومع أن أكثر من 21 ألف جندي أمريكي صدرت عليهم أحكام متفاوتة بتهمة الفرار من الخدمة أثناء الحرب العالمية الثانية، بما في ذلك 49 حكمًا بالإعدام، فإن حكم الإعدام الصادر عن سلوفيك كان الوحيد الذي تم تنفيذه.
خلال الحرب العالمية الثانية، عُقدت 1.7 مليون محاكمة عسكرية تمثل ثلث جميع القضايا الجنائية التي تمت محاكمتها في الولايات المتحدة خلال نفس الفترة. كانت معظم الحالات طفيفة، وكذلك الأحكام. ومع ذلك، راجع مجلس عفو، عينه وزير حرب الولايات المتحدة في صيف عام 1945، جميع المحاكم العسكرية العامة حيث كان المتهم لا يزال في الحبس، وأعاد الحكم أو خففه في 85 بالمائة من الحالات ال27 ألف الخطيرة. نادرًا ما كانت تُفرض عقوبة الإعدام، وعادة تكون في الحالات التي تنطوي على جريمة اغتصاب أو قتل. كان سلوفيك هو الجندي الوحيد الذي أعدم بارتكاب جريمة «عسكرية بحتة».

## النشأة والتعليم
ولد سلوفيك بديترويت في ميشيغان، في عام 1920 لعائلة كاثوليكية بولندية أمريكية، وهو نجل آنا ويوسف سلوفيكوفسكي. لقد كان مثيرًا للمشاكل وهو قاصر وكان على اتصال بالشرطة بشكل متكرر. تم القبض على سلوفيك لأول مرة وعمره 12 عامًا عندما اقتحم هو وبعض الأصدقاء مسبكًا لسرقة النحاس. بين عامي 1932 و1937، ألقي القبض عليه عدة مرات بتهم شملت سرقة صغيرة وكسر ودخول وخرق للسلام. في أكتوبر 1937، تم إرساله إلى السجن، ولكنه حصل على إفراج مشروط في سبتمبر 1938. وبعد سرقة وتحطم سيارة مع صديقين أثناء السكر، أعيد إلى السجن في يناير 1939.

## المسيرة المهنية
في أبريل 1942، تم إطلاق سراح سلوفيك مرة أخرى. ثم حصل على وظيفة في مونتيلا للسباكة والتدفئة بديربورن في ميشيغان. أثناء العمل هناك، التقى بالمرأة التي أصبحت زوجته أنطوانيت ويسنيفسكي. لقد كانت تعمل محاسبة لمالك مونتيلا للسباكة، جيمس مونتيلا. تزوجا في 7 نوفمبر 1942، وعاشا مع والديها. جعله سجله الإجرامي مصنفًا على أنه غير لائق أخلاقيًا للخدمة في الجيش الأمريكي (4-F)، ولكن بعد وقت قصير من الذكرى السنوية الأولى للزواج، أعيد تصنيف سلوفيك على أنه مناسب للخدمة (1-A) ثم صاغه الجيش بعد ذلك.
في 24 يناير 1944، وصل سلوفيك إلى معسكر وولترز في تكساس للتدريب العسكري الأساسي. وفي أغسطس، تم إرساله للانضمام إلى القتال في فرنسا التي تحتلها ألمانيا. وصل في 24 أغسطس، وكان واحدًا من اثني عشر استبدالًا تم تعيينهم إلى الرية G من فوج المشاة 109، فرقة المشاة الأمريكية في 25 أغسطس.

### الهجر
بينما كان في طريقه إلى وحدته المعينة، قام سلوفيك والجندي جون تانكي، وهو صديق قابله أثناء التدريب الأساسي، بالاختباء أثناء هجوم مدفعي وانفصلا عن السرية G. تحركت السرية في الصباح وتركت خلفها عن غير قصد إيدي سلوفيك وجون تانكي. كانت هذه هي النقطة التي ذكر فيها سلوفيك فيما بعد أنه وجد أنه «لم يتم اختياره للقتال».[بحاجة لمصدر] في صباح اليوم التالي، اكتشف سلوفيك وتانكي أن وحدة شرطة عسكرية كندية قد احتلت البلدة وظلا معهم لمدة ستة أسابيع. كتب تانكي إلى فوجهم لشرح غيابهم قبل أن يتخذ الكنديون الترتيبات لعودتهم إلى الخدمة مع وحدتهم في 7 أكتوبر 1944. أدى التقدم السريع للجيش الأمريكي عبر فرنسا في أوائل خريف عام 1944 إلى صعوبة في العثور على العديد من الجنود البديلين في العثور على الوحدات المخصصة لهم، وبالتالي لم توجه أي اتهامات ضد أي من الجنديين.
في اليوم التالي، الموافق 8 أكتوبر، أبلغ سلوفيك قائد سريته، الكابتن رالف غروت، أنه «خائف للغاية» للخدمة في سرية بنادق سرية الخط الأمامي وطلب إعادة تكليفه في وحدة في منطقة خلفية. ثم أخبر غروت أنه سيهرب إذا عُيَّن في وحدة بندقية، وسأل قائده عما إذا كان ذلك سيشكل فرارًا من الخدمة. أكد غروت أنه سوف يرفض طلب سلوفيك لإعادة الانتداب، وأرسله إلى فصيلة بندقية.
في اليوم التالي، 9 أكتوبر، هجر سلوفيك من وحدته. لقد لحق به جون تانكي وحاول إقناعه بالبقاء، لكن تعليق سلوفيك الوحيد كان أن «عقله قد اتخذه قراره». مشى سلوفيك عدة أميال إلى الخلف واقترب من طباخ مجند في مفرزة مقر، وقدم له مذكرة مفادها:
أخذ الطباخ سلوفيك إلى شرطي عسكري، الذي كان قائد سريته، والذي قرأ المذكرة وحث سلوفيك على إتلافها قبل احتجازه. رفض سلوفيك. وقد مثل أمام اللفتنانت كولونيل روس هنبيست، الذي عرض عليه مرة أخرى فرصة تمزيق المذكرة والعودة إلى وحدته وعدم مواجهة أي اتهامات أخرى؛ رفض سلوفيك مرة أخرى. أمر هنبيست سلوفيك بكتابة ملاحظة أخرى على الجزء الخلفي من الأولى تشير أنه قد فهم تمامًا العواقب القانونية لتعمد تجريم نفسه، وأنها سيتم استخدامها كدليل ضده في محكمة عسكرية.
تم القبض على سلوفيك وحبسه في مخزون التقسيم. عرض قاضي الشعبة المحامي العام، المقدم هنري سومر على سلوفيك فرصة ثالثة وأخيرة للانضمام إلى وحدته مقابل إسقاط التهم الموجهة إليه. كما عرض نقل سلوفيك إلى فوج مشاة مختلف في الفرقة حيث لن يعرف أحد ماضيه حتى يبدأ بـ«صفحة نظيفة».مرة أخرى، رفض سلوفيك هذه العروض، حيث ظل مقتنعًا بأنه سيواجه فقط عقوبة السجن (التي مر بها بالفعل واعتبرها أكثر تحملًا بكثير من القتال) رفض هذه العروض، قائلًا، «لقد قررت. سآخذ محكمتي العسكرية».

### المحكمة العسكرية
كان من المقرر أن تبدأ فرقة المشاة الثامنة والعشرين هجومًا في غابة هورتجن. كان الهجوم القادم معروفًا في الوحدة، وكان من المتوقع أن تكون معدلات الضحايا عالية، حيث كان القتال المطول في المنطقة مرهقًا بشكل غير عادي. كان الألمان مصممين على الاحتفاظ بالتضاريس، وقلل الطقس كثيرًا من المزايا الأمريكية المعتادة في الدروع والدعم الجوي. أشارت أقلية صغيرة من الجنود (أقل من 0.5%) أنهم يفضلون السجن بدلًا من البقاء في القتال، وارتفعت معدلات الهروب من الخدمة والجرائم الأخرى.
تم اتهام سلوفيك بالفرار من الخدمة لتجنب المهام الخطرة وحوكم أمام محكمة عسكرية في 11 نوفمبر 1944. كان يجب محاكمة سلوفيك من قبل محكمة عسكرية تتألف من ضباط أركان من فرق الجيش الأمريكي الأخرى، لأن جميع الضباط المقاتلين من فرقة المشاة الثامنة والعشرين كانوا يقاتلون على الخطوط الأمامية. قدم المدعي العام، الكابتن جون غرين، شهودًا أعلن لهم سلوفيك نيته «الهرب». ووفقًا لمحاميه، الكابتن إدوارد وودز، اختار سلوفيك عدم الإدلاء بشهادته. في نهاية اليوم، وجد ضباط المحكمة التسعة أن سلوفيك مذنب وحكموا عليه بالإعدام. راجع الحكم قائد الفرقة اللواء نورمان كوتا ووافق عليه. كان موقف الجنرال كوتا المعلن هو: «بالنظر إلى الوضع كما عرفته في نوفمبر 1944، اعتقدت أنه من واجبي تجاه هذه الدولة الموافقة على هذه الجملة. إذا لم أوافق عليها - إذا كنت قد سمحت لسلوفيك بتحقيق هدفه - فأنا لا أعرف كيف كنت سأصعد إلى الصف ويُنظر إليّ كجندي جيد في الوجه».
في 9 ديسمبر، كتب سلوفيك رسالة إلى القائد الأعلى للحلفاء، الجنرال دوايت أيزنهاور، طالبًا العفو. ومع ذلك، أصبح الهجر مشكلة نظامية في فرنسا، وبدأت معركة الثغرة، وهو هجوم ألماني مفاجئ عبر آردن، في 16 ديسمبر مع إصابات أمريكية شديدة، وتجاوزت العديد من الوحدات متسببةً في توتر معنويات المشاة إلى أكبر مدى شوهد خلال الحرب.
أكد أيزنهاور أمر الإعدام في 23 ديسمبر، مشيرًا إلى أنه من الضروري تثبيط المزيد من الفرار. جاءت هذه الجملة بمثابة صدمة لسلوفيك، الذي كان يتوقع تسريحه من الخدمة والسجن لمدة، وهي نفس العقوبة كان رآها تنزل على الفارين الآخرين من الفرقة بينما كان احتجازه في الحاجز. وبما أنه كان مدانًا سابقًا، فإن التسريح المخزي لم يكن له تأثير إضافي كبير على حياته المدنية كعامل عادي، وكان من المتوقع على نطاق واسع تخفيف أحكام السجن العسكري لجرائم الانضباط بمجرد انتهاء الحرب.

## الإعدام
تم تنفيذ الإعدام رميًا بالرصاص في الساعة 10:04 صباحًا في 31 يناير 1945، بالقرب من قرية Sainte-Marie-aux-Mines. قال سلوفيك غير النادم للجنود الذين كان من واجبهم إعداده لفريق إطلاق النار قبل أن يقوده إلى مكان الإعدام: 
 إنهم لا يطلقون النار علي بسبب فراري من جيش الولايات المتحدة، لقد فعل ذلك الآلاف من الرجال. إنهم بحاجة فقط إلى تقديم مثال من شخص ما وأنا كذلك لأنني محتال سابق. اعتدت على سرقة الأشياء عندما كنت طفلًا، وهذا ما يطلقون النار علي من أجله. إنهم يطلقون النار علي من أجل الخبز والعلكة التي سرقتها عندما كان عمري 12 سنة. 
 وفقًا للعرف العسكري، تم تجريد زي سلوفيك من جميع الشارات والأزرار العسكرية المحددة للهوية وأي تركيبات أخرى. كان ملفوفًا ببطانية من بغطاء عسكري على كتفيه لحمايته من البرد، وتم اقتياده إلى فناء منزل تم اختياره للإعدام بسبب جدار البناء المرتفع سيصرف الرصاص الخاطئ ويثبط المدنيين الفرنسيين المحليين عن مشاهدة الإجراءات الرسمية. أوقفه الجنود مقتبل عامود ستة بوصات في ستة بوصات (15 × 15 سم) آخر. ثم تم ربطه بالعمود بأحزمة شبكية، مع لف حزام واحد حوله وتحت ذراعيه وتعليقه على ارتفاع على الجانب الخلفي من العمود لمنع جسده من الانزلاق بعد الطائرة، أثناء تأمين الآخرين لخصره وركبتيه. قبل أن يضع الجندي غطاءً أسودًا فوق رأسه، قال القسيس الراهب، الأب كارل باتريك كامينغز، لسلوفيك: «إيدي، عندما تصعد إلى هناك، صل صلاة صغيرة من أجلي». رد سلوفيك بكلماته الأخيرة: «حسنًا، أبي. سأصلي لكي لا تتبعني في وقت قريب».
تم تفصيل 12 جنديًا تم اختيارهم يدويًا من الفوج 109 لفريق إطلاق النار. كانت الأسلحة المستخدمة هي بنادق إم1 ذات الإصدار القياسي، أحد عشر منها محملة بجولة واحدة فقط وبندقية واحدة محملة بجولة فارغة. بناء على أمر «إطلاق النار»، أصيب سلوفيك بأحد عشر رصاصة، أربعة منهم على الأقل قاتلة. تراوحت الجروح من أعلى منطقة الرقبة إلى الكتف الأيسر، وعلى الصدر الأيسر وتحت القلب. جاءت رصاصة واحدة في الذراع اليسرى. أعلن طبيب في الجيش بسرعة أن سلوفيك لم يقتل على الفور. بينما كان يتم إعادة تحميل بنادق فرقة إطلاق النار لإطلاق كرة أخرى، توفي سلوفيك وعمره 24 سنة. استغرق التنفيذ الكامل 15 دقيقة.

## الدفن
تم دفن سلوفيك في القطعة E من المقبرة والنصب التذكاري الأمريكي Oise-Aisne في Fère-en-Tardenois، إلى جانب 95 جنديًا أمريكيًا أُعدموا بتهمة الاغتصاب أو القتل. يتم إخفاء علامات المقابر عن الأنظار بواسطة الشجيرات وتحمل أرقامًا متسلسلة بدلاً من الأسماء، مما يجعل من المستحيل التعرف عليها بشكل فردي دون معرفة المفتاح. التمست أنطوانيت سلوفيك الجيش من أجل رفات زوجها ومعاشه حتى وفاتها في عام 1979.
تم تناول قضية سلوفيك في عام 1981 من قبل مفوض مقاطعة ماكومب السابق برنارد ف. كالكا، المحارب البولندي الأمريكي في الحرب العالمية الثانية، الذي استمر في التماس الجيش لإعادة رفات سلوفيك إلى الولايات المتحدة. في عام 1987، اقنع كالكا الرئيس رونالد ريغان أن يأمر بعودته. في عام 1987، جمع كالكا 5000 دولار لدفع ثمن إخراج رفات سلوفيك من الصف 3، القبر 65 من القطعة E ونقله إلى مقبرة ديترويت وودمير، حيث تم دفن سلوفيك بجوار زوجته. الآن صار سجل الخدمة العسكرية لسلوفيك سجل أرشيف عام متاح من مركز سجلات الأفراد العسكريين.
التمست أنطوانيت سلوفيك وآخرون سبعة رؤساء أمريكيين (هاري ترومان، ودوايت أيزنهاور، وجون كينيدي، وليندون جونسون، وريتشارد نيكسون، وجيرالد فورد، وجيمي كارتر) للحصول على عفو، لكن لم يتم منح أي منهم.

## التحليل
تفرض المحاكم العسكرية في جميع جيوش العالم أحكامًا بالإعدام على جرائم مثل الجبن، والهجر، والعصيان، والتمرد. وفي فرنسا خلال الحرب العالمية الأولى، أعدم جيش الولايات المتحدة 35 من جنوده، من عام 1917 إلى عام 1918، جميعهم أدينوا بالاغتصاب أو القتل غير المبرر للمدنيين وليس بتهم عسكرية. خلال الحرب العالمية الثانية، في جميع مسارح الحرب، أعدم جيش الولايات المتحدة 102 من جنوده بتهمة الاغتصاب أو القتل غير المبرر للمدنيين، ولكن تم إعدام سلوفيك فقط بسبب جريمة عسكرية هي الفرار من الخدمة العسكرية.
أشار العقيد روبرت سي بارد، من مكتب المدعي العام للقاضي، إلى أنه من بين 2864 فردًا من أفراد الجيش الذين حوكموا بتهمة الفرار من الخدمة في الفترة من يناير 1942 حتى يونيو 1948، أدين 49 وحكم عليهم بالإعدام، مع تخفيف 48 من تلك الأحكام من قبل سلطة عليا. توصل أحد أعضاء المحكمة على الأقل إلى أن إعدام سلوفيك كان ظلمًا في ظل جميع الظروف، وأنه كان مثالًا على المعاملة المتباينة من عملية معيبة.

## في الثقافة الشعبية
في عام 1960، أعلن فرانك سيناترا عن خطته لإنتاج فيلم بعنوان إعدام الجندي السلوفيك، من تأليف كاتب السيناريو الممنوع في 10 هوليوود ألبرت مالتز. أثار هذا الإعلان غضبًا كبيرًا، واتُهم سيناترا بأنه متعاطف مع الشيوعية. بينما كان سيناترا يناضل من أجل حملة جون كينيدي للرئاسة، أصبح معسكر كينيدي قلقًا، وفي النهاية، أقنع سيناترا بإلغاء المشروع.
كان إعدام سلوفيك الأساس لكتاب عام 1954 من قبل وليام برادفورد هوي. في عام 1974، تم تكييف الكتاب لفيلم تلفزيوني من بطولة مارتن شين وقد سمي أيضا إعدام الجندي سلوفيك. تحدث بعض الترخيص الدرامية، بما في ذلك أثناء التنفيذ. لا يوجد دليل، على سبيل المثال، على أن الكاهن الذي حضر إعدام سلوفيتش قال «أعطه كرة أخرى إذا كنت تحبها كثيرًا» بعد أن أشار الطبيب إلى أن سلوفيك لا يزال على قيد الحياة.
يتضمن فيلم حرب عام 1963 المنتصرون مشهدًا يضم إعدام فارٍ تشبه ظروفه إلى حد كبير هروب سلوفيك وإعدامه.
يذكر كورت فونيجت إعدام سلوفيك في روايته لعام 1969 المسلخ الخامس. كما كتب فونيجوت في الأوبرا المصاحبة لإيغور سترافينسكي الصورة L'Histoire du soldat قصة (حكاية جندي)، التي تحكي قصة سلوفيك.
يظهر سلوفيك أيضًا في رواية نيك ارفين «مقالات الحرب» لعام 2005، حيث يكون بطل الرواية الخيالي، الجندي الخاص «هيك» تيلسون، هو أحد أعضاء فرقة إطلاق النار على سلوفيك.

## روابط خارجية
- Kimmelman، Benedict B. (سبتمبر–أكتوبر 1987). "The Example Of Private Slovik". American Heritage Magazine. ج. 38 ع. 6. مؤرشف من الأصل في 2019-01-04. اطلع عليه بتاريخ 2012-10-05. بأثر رجعي من أحد القضاة في محاكمة Slovik.
- "Court Martial Case 290498 (Private Eddie Slovik) Correspondence File, Volume I of III" (PDF). www.archives.gov. Department of Defense. Department of the Army. Office of the Judge Advocate General. مؤرشف من الأصل (PDF) في 2014-08-09. اطلع عليه بتاريخ 2014-08-08.
- تقرير عن إعدام سلوفيك
- إدي سلوفيك على موقع فايند أغريف